# V376 Весов
V376 Весов (лат. V376 Librae) — двойная затменная переменная звезда типа Беты Лиры (EB) в созвездии Весов на расстоянии приблизительно 686 световых лет (около 210 парсеков) от Солнца. Видимая звёздная величина звезды — от +11,75m до +11,28m. Орбитальный период — около 0,3857 суток (9,2569 часов).